# Rhagodes caucasicus
Espèce
Synonymes
- Rhagodes melanopygus caucasicus Birula, 1905

Rhagodes caucasicus est une espèce de solifuges de la famille des Rhagodidae.

## Distribution
Cette espèce se rencontre en Azerbaïdjan et en Arménie.

## Étymologie
Son nom d'espèce lui a été donné en référence au lieu de sa découverte, le Caucase.

## Publication originale
- Birula, 1905 : Beiträge zur Kenntnis der Solifugen-Fauna Persiens. Bulletin de l'Académie impériale des sciences de St.-Pétersbourg, sér. 5, vol. 22, p. 247-286 (texte intégral).